# Guido de Werd

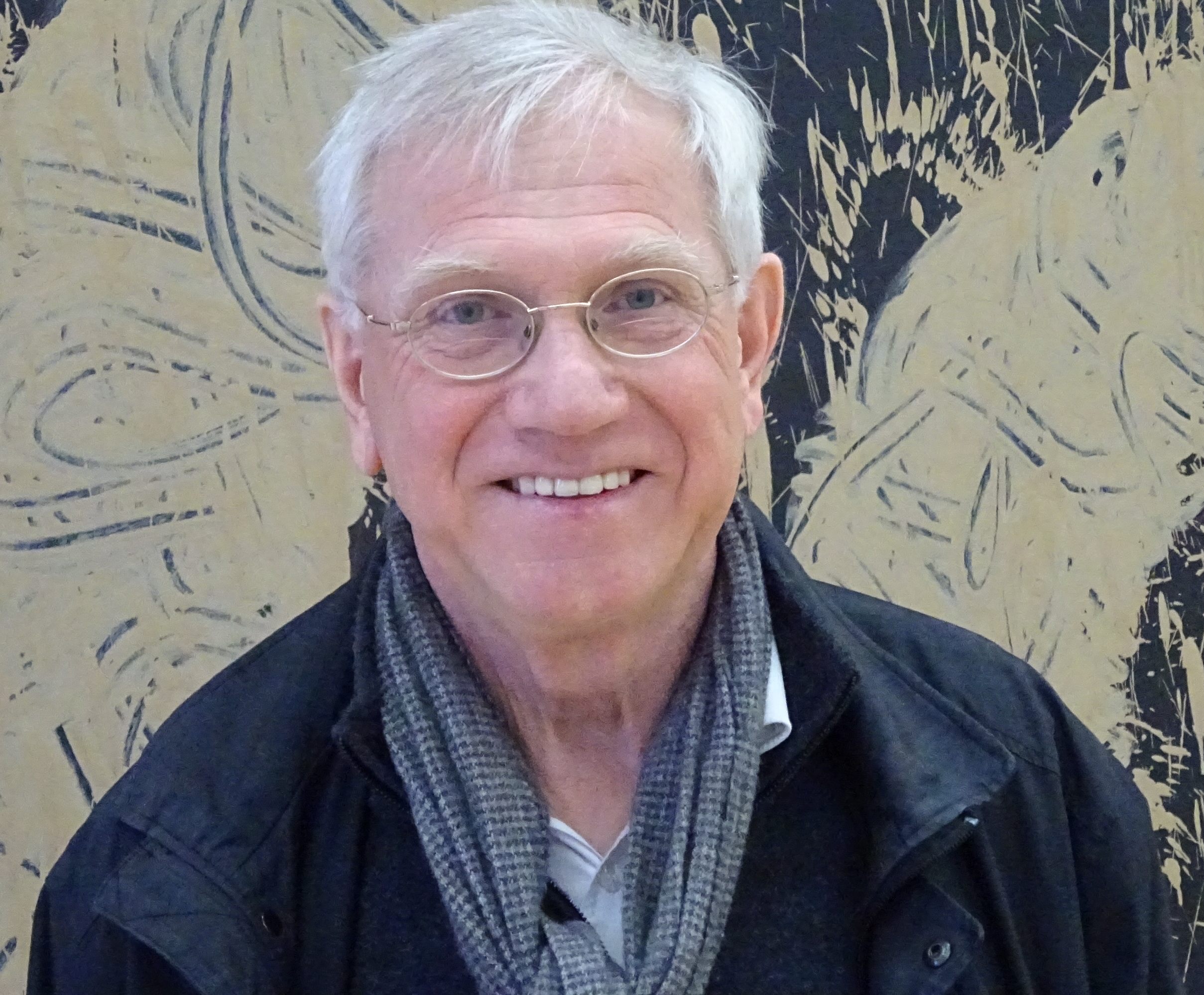
Guido de Werd, 2017

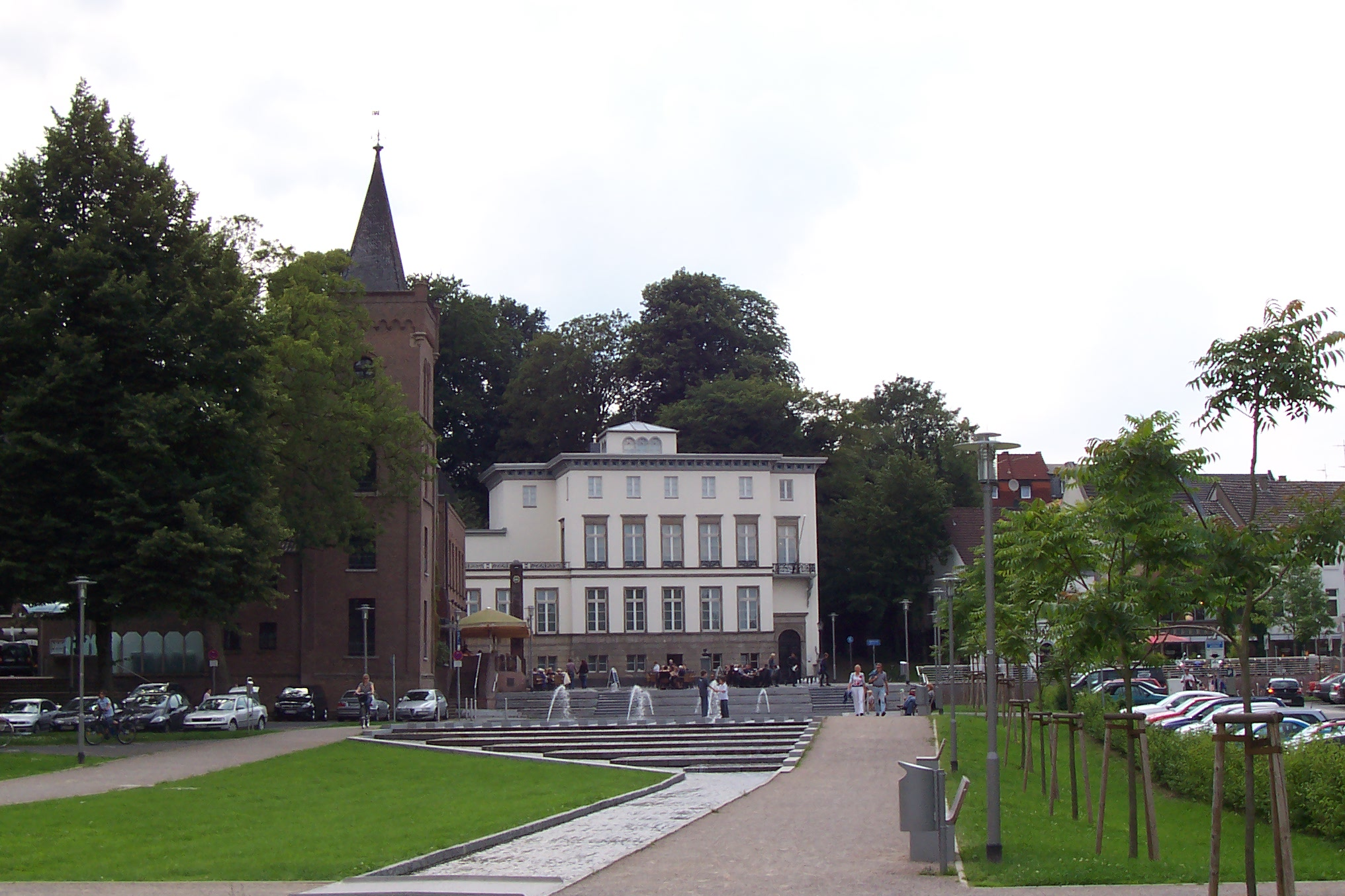
Museum Haus Koekkoek in Kleef

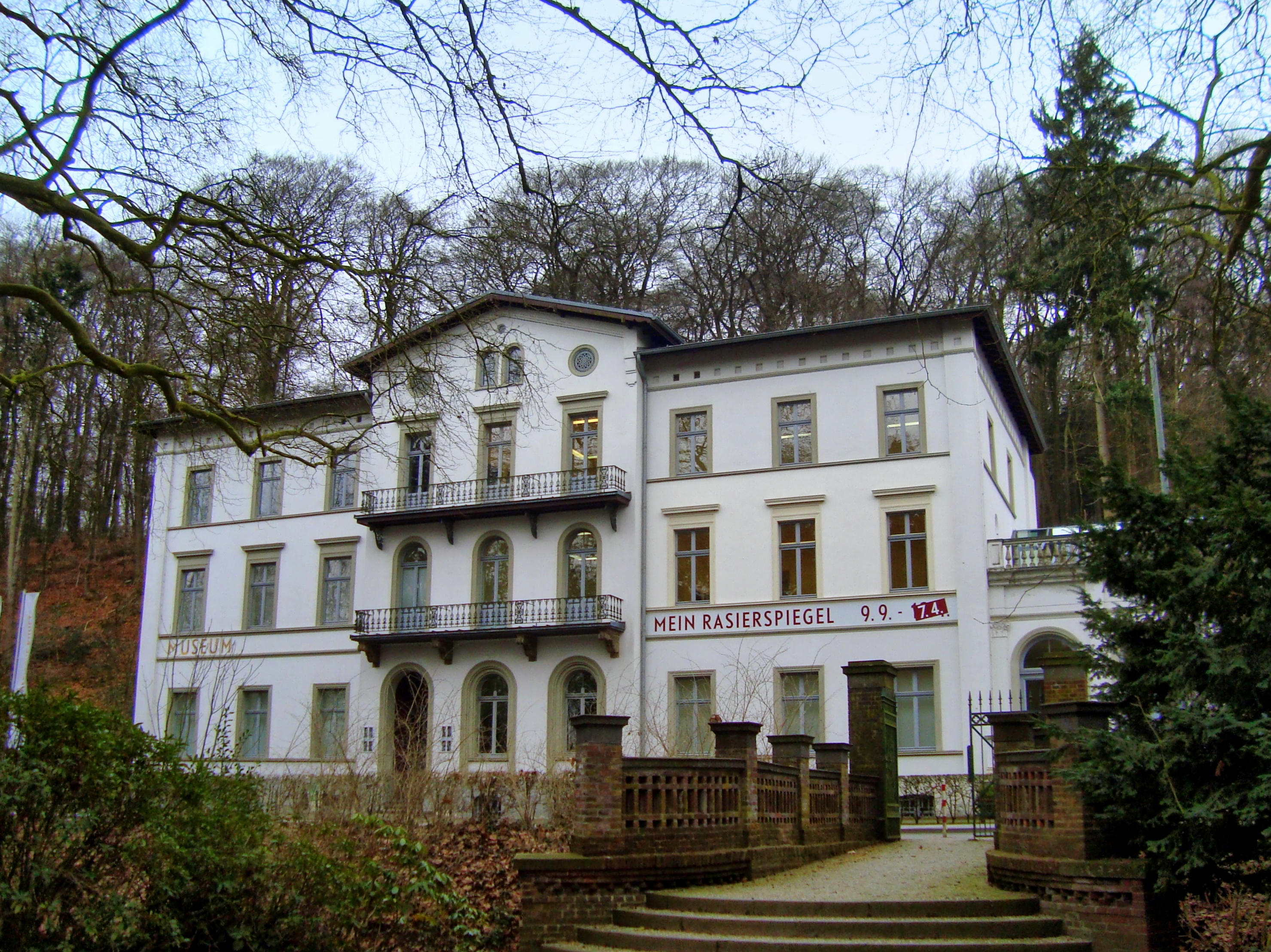
Museum Kurhaus Kleve

Guido de Werd (Oss,  1948) is een Nederlands kunsthistoricus en voormalig directeur van Museum Kurhaus in Kleef

## Leven en werk
De Werd groeide op in Oss. Zijn vader, Toon de Werd (1906-1977), was daar als conservator van Museum Jan Cunen in dienst van de gemeente. De Werd studeerde kunstgeschiedenis in Nijmegen en behaalde zijn doctorstitel (drs). In 1972 werd hij in Kleef wetenschappelijk medewerker van de stadsarchivaris Friedrich Gorissen, die de leiding had over het gemeentelijke museum Haus Koekkoek. In 1976 werd hij als de opvolger van Gorissen aangesteld als hoofdconservator van het museum.
De Werd ontpopte zich in Kleef als een fervent voorvechter van behoud en herstel van cultuurhistorisch erfgoed. Zo bezorgde hij in 1977 een uitgave over historisch waardevolle gebouwen in Kleve en was later betrokken bij het herstel van de Kleefse tuinen, die omstreeks 1660 waren aangelegd in opdracht van Johan Maurits van Nassau-Siegen.
Hij was gangmaker bij de plannen voor renovatie van het voormalige kuurhotel en aangrenzende zalen ten behoeve van het vestigen van een nieuw museum voor hedendaagse kunst. In 1987 werd een stichting opgericht om deze plannen gestalte te geven. Sonja Mataré schonk in 1988 een groot aantal werken van de hand van haar vader Ewald Mataré. Uit erkentelijkheid voor deze schenking draagt het museum Kurhaus Kleve als officiële ondertitel de naam: Ewald Mataré-museum. Na jaren van planning en renovatie werd het Museum Kurhaus Kleve / Ewald Mataré-Museum in 1997 voor het publiek geopend. De Werd was daarna officieel directeur van Museum Kurhaus en daarnaast onbezoldigd verantwoordelijke voor Haus Koekkoek.
Er waren onder zijn leiding in het nieuwe museum tentoonstellingen te zien van gerenommeerde kunstenaars uit de arte povera zoals Jannis Kounellis, Mario Merz en Giuseppe Penone. Ook toonde het museum minimal art van Carl Andre, popart van Robert Indiana en Alex Katz, conceptuele kunst van On Kawara en Richard Long en hyperrealistische schilderkunst van Franz Gertsch. In het park tegenover het museum werden sculpturen opgesteld, onder andere van Penone en Stephan Balkenhol. In 2004 werd het museum verkozen tot museum van het jaar.
De Werd, die steeds in Nijmegen bleef wonen, entameerde ook de renovatie van het voormalige Friedrich-Wilhelm-Bad en het toegankelijk maken van het vroegere atelier van de Kleefse beeldhouwer Joseph Beuys. Voor deze renovatie bracht de vriendenvereniging bijna een half miljoen euro bijeen. Deze toevoeging, die samen met een nieuw ontworpen tussenzaal de oppervlakte van het museum met 700 m² vergrootte, werd geopend in september 2012. In juni 2010 nam De Werd afscheid als directeur, maar hij bleef nog twee jaar aan als 'senior curator'.
Zijn werkzame periode in Kleef besloeg veertig jaar. In deze tijd was hij samensteller, hoofdredacteur en soms ook uitgever van een honderdtal kunsthistorische geschriften en tentoonstellingscatalogi. Zo publiceerde hij onder andere over De St. Nicolaikerk in Kalkar, over houten heiligenbeelden, over B.C. Koekkoek en over verscheidene hedendaagse kunstenaars. Voor zijn verdiensten werd hij in Nederland benoemd tot Ridder in de orde van Oranje Nassau. In Duitsland ontving hij in 2013 de Rheinlandtaler en het Bundesverdienstkreuz.
In 2012 vertrok De Werd met zijn familie naar Jeruzalem waar zijn vrouw, Rita Kersting, aan het Israëlmuseum hoofdcurator werd van de afdeling hedendaagse kunst. Sinds 2016 woont hij in Keulen.